# HTTP Flood
HTTP Flood – odmiana ataku DDoS, w której atakujący manipuluje metodami HTTP w celu przeciążenia atakowanego serwera sieciowego lub aplikacji sieciowej. Tego typu ataki najczęściej wykorzystują botnety, w celu zwiększenia siły ataku.

## Sposób ataku
W ataku HTTP Flood, klienci HTTP komunikują się z aplikacją lub serwerem poprzez żądania HTTP. Żądanie może przyjąć wartość „GET” lub „POST”. Celem ataku jest alokacja jak największej ilości zasobów serwera, w celu uniemożliwienia połączenia się innych użytkowników do usługi.

### GET Flood
Żądanie GET jest używane do pobrania z usługi jakiegoś rodzaju statycznej zawartości np. obrazów. Zazwyczaj nie wymaga to dużego rozmiaru wysyłanych pakietów.

### POST Flood
Żądania POST są wykorzystywane do „zmuszenia” serwera do wykonania działania, aby maksymalnie obciążyć jego moc obliczeniową.